# IC 1916
IC 1916 ist eine Balken-Spiralgalaxie vom Hubble-Typ SB im Sternbild Horologium am Südsternhimmel. Sie ist schätzungsweise 521 Millionen Lichtjahre von der Milchstraße entfernt und hat einen Durchmesser von etwa 100.000 Lj.

Im selben Himmelsareal befindet sich u. a. die Galaxie IC 1914.
Entdeckt wurde das Objekt am 6. Dezember 1899 vom US-amerikanischen Astronomen DeLisle Stewart.